# Walhalla (Dakota du Nord)
Pour les articles homonymes, voir Walhalla (homonymie).
La ville de Walhalla est située dans le comté de Pembina, dans l’État du Dakota du Nord, aux États-Unis. Sa population s’élevait à 996 habitants lors du recensement de 2010, estimée à 927 habitants en 2018.

## Histoire

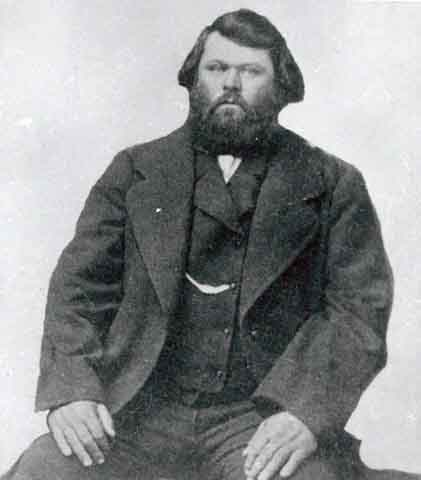
Antoine Blanc Gingras

La ville fut fondée en 1871. Elle est située sur la rivière Pembina.
La région fut parcourue par les trappeurs et coureurs des bois Canadiens français dès le XVIIIe siècle.
En 1840, le métis Antoine Blanc Gingras édifia un poste de traite dénommé Poste de Gingras, qui fut le premier comptoir de fourrure du territoire du Dakota. Le poste se développa avec le temps et prit le nom de Saint-Joseph. Le peuplement se déplaça à un peu plus d'un kilomètre à l'est du poste original de Gingras. La ville de Walhalla fut officiellement créée en 1871.

## Démographie
| Groupe            | Walhalla | Dakota du Nord | États-Unis |
| ----------------- | -------- | -------------- | ---------- |
| Blancs            | 88,3     | 90,0           | 72,4       |
| Amérindiens       | 8,7      | 5,4            | 0,9        |
| Métis             | 2,7      | 1,8            | 2,9        |
| Autres            | 0,3      | 2,8            | 23,8       |
| Total             | 100      | 100            | 100        |
|                   |          |                |            |
| Latino-Américains | 1,7      | 2,0            | 16,7       |

Selon l’American Community Survey, pour la période 2011-2015, 95,60 % de la population âgée de plus de 5 ans déclare parler l’anglais à la maison, 2,40 % déclare parler l’espagnol, 1,30 % l’allemand et 0,70 % une autre langue.
| 1880 | 1900 | 1910 | 1920 | 1930 | 1940  |
| ---- | ---- | ---- | ---- | ---- | ----- |
| 67   | 377  | 592  | 637  | 700  | 1 138 |

| 1950  | 1960  | 1970  | 1980  | 1990  | 2000  |
| ----- | ----- | ----- | ----- | ----- | ----- |
| 1 463 | 1 432 | 1 471 | 1 429 | 1 131 | 1 057 |

| 2010 | - | - | - | - | - |
| ---- | - | - | - | - | - |
| 996  | - | - | - | - | - |

## Source
- (en) Cet article est partiellement ou en totalité issu de l’article de Wikipédia en anglais intitulé « Walhalla, North Dakota » (voir la liste des auteurs).